# Monastiraki

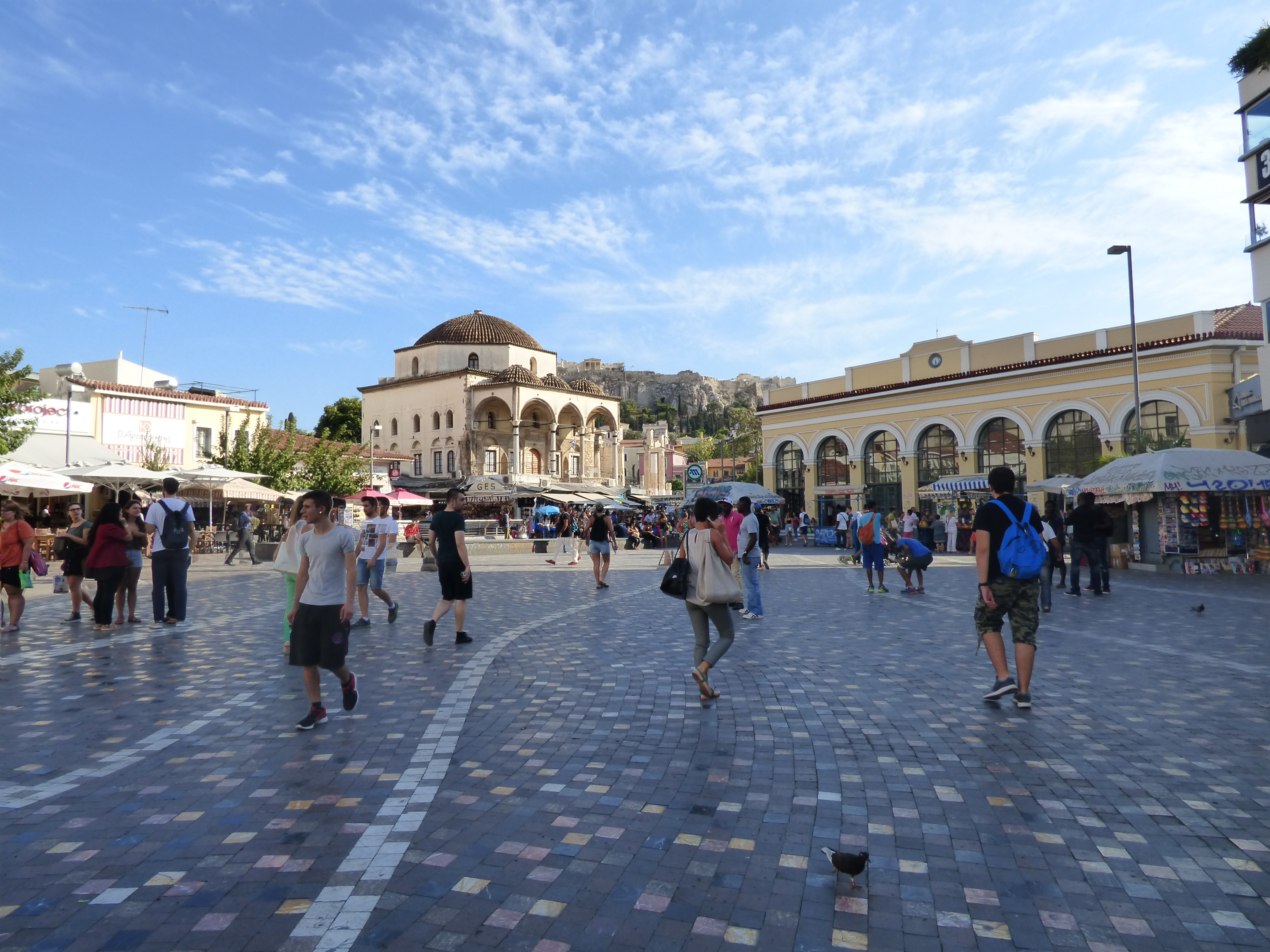
Plac Monastiraki - widoczny budynek dawnego meczetu oraz wejście do stacji metra

Monastiraki (gr. Μοναστηράκι) – plac w Atenach, położony w sąsiedztwie skrzyżowania ulic Ermou i Athinas oraz otaczająca go dzielnica handlowa.  

## Położenie i opis
Plac Monastiraki położony jest na północ od dzielnicy Plaka, w sąsiedztwie zbiegu ulic Ermou i Athinas. Jego nazwa, oznaczająca dosłownie "mały monaster", odnosi się do prawosławnego klasztoru, jaki dawniej znajdował się w tym miejscu. Jedyną pozostałością po nim jest dawna klasztorna świątynia pod wezwaniem Zaśnięcia Matki Bożej położona przy placu.
W niewielkiej odległości od placu znajdują się ateńska agora oraz Biblioteka Hadriana. W XVIII w. przy placu wzniesiony został meczet Cistarakisa, przy którym rozwinął się następnie bazar. Sprzyjało to rozwojowi najbliższej okolicy, która stała się ważnym ośrodkiem handlowym.  Obecnie (XXI w.) okolicach placu funkcjonuje wiele sklepów z pamiątkami dla turystów, zaś w niedzielę działa również pchli targ. Dawny meczet natomiast został zaadaptowany na muzeum ceramiki.
Przy placu znajduje się wejście na stację metra Monastiraki.